# So You Think You Can Dance Canada
So You Think You Can Dance Canada é um reality show canadense exibido pela CTV. Baseado do original estadunidense So You Think You Can Dance, a competição é apresentado pela ETalk e pela VJ Leah Miller.

## Temporadas
| Participante masculino | Participante feminino |

| Temporada | Data                 | Vencedor                           | Finalista                       | Finalista                      | Finalista                        | Apresentadora | Jurado(s)                 |
| --------- | -------------------- | ---------------------------------- | ------------------------------- | ------------------------------ | -------------------------------- | ------------- | ------------------------- |
| 1         | Outono de 2008       | Nico Archambault (Contemporânea)   | Allie Bertram (Balé)            | Miles Faber (Hip Hop)          | Natalli Reznik (Latino)          | Leah Miller   | Généreux Armstrong Judges |
| 2         | Verão/Outono de 2009 | Tara-Jean Popowich (Contemporânea) | Vincent Desjardins (Salão)      | Jayme-Rae Dailey (Jazz)        | Everett Smith (Sapateado)        | Leah Miller   | Généreux Armstrong Judges |
| 3         | Verão/Outono de 2010 | Denys Drozdyuk (Salão)             | Amanda Cleghorn (Contemporânea) | Jeff Mortensen (Contemporânea) | Janick Arseneau1 (Contemporânea) | Leah Miller   | Généreux Armstrong Judges |
| 4         | Verão de 2011        | Jordan Clark (Contemporânea)       | Melissa Mitro (Contemporânea)   | Matt Marr1 (Contemporânea)     |                                  | Leah Miller   | Généreux Armstrong Judges |